# Таволговый изменчивый пилильщик

Таволговый изменчивый пилильщик (лат. Arge ciliaris) — вид перепончатокрылых из семейства Argidae.

## Распространение
Встречается в Центральной, Северной и Западной Европе, на Кавказе, в Центральной Азии, Монголии, Маньчжурии, Сибири и на Камчатке.

## Экология
Личинки питаются листьями таволги вязолистной (Filipendula ulmaria).